# Bootanelleus sanguiniventris
Bootanelleus sanguiniventris är en stekelart som först beskrevs av Girault 1915.  Bootanelleus sanguiniventris ingår i släktet Bootanelleus och familjen gallglanssteklar. Inga underarter finns listade.